# ستيفاني باركر
ستيفاني باركر (بالإنجليزية: Stephanie Parker)‏ (و. 1987 – 2009 م) هي ممثلة، من المملكة المتحدة، ولدت في برايتون، توفيت عن عمر يناهز 22 عاماً بسبب انتحار شنقًا.

## وصلات خارجية
- ستيفاني باركر على موقع IMDb (الإنجليزية)